# Zhao Yudiao
Zhao Yudiao, född den 25 maj 1989 i Liaoning, Kina, är en kinesisk landhockeyspelare.
Hon tog OS-silver i damernas landhockeyturnering i samband med de olympiska landhockeytävlingarna 2008 i Peking.